# Abándames
Abándames es un lugar y una parroquia del concejo de Peñamellera Baja, en la comarca de Oriente, Principado de Asturias, España.

## Lugares
- Abándames
- Cavandi
- Cerébanes
- Para

## Historia
Fue hasta 1833 capital del Valle Real de Peñamellera.
A finales del siglo XIX, la parroquia, por entonces parte del concejo de Peñamellera, tenía contabilizada una población de más de 400 habitantes. Aparece descrita en el Diccionario geográfico y estadístico de Asturias (1897) de José González Aguirre con las siguientes palabras:

ABANDAMES: (San Salvador de): parroquia del conc. de Peñamellera (½); sit. al E. de la prov. y cubierto al N. por el monte Cuera, su clima es templado y sano se compone de los pueblos Abandames, Cabandi, Cerebanes, Para y cas. de Santianes. Confina al N. con la de San Juan de Alevia y ayunt. de Peñallera; por E. San Andrés de Siejo; por el S. el caudaloso Deva; y á O. San Sebastián de Llonín en esta parte y á orillas del Cares se encuentra sit. la caseria de Santianes, en donde hay varios sepúlcros que aún se conservan huesos humanos, sin que se sepa su procedencia. Cuenta de población unos 100 vecinos y más de 400 almas.
(González Aguirre, 1897, p. 1)

## Patrimonio
- Castro de Abándames
- Casona de Cosío (de estilo montañés)
- Puente romano
- Fuente de la Acebal

### en Abándames
- Iglesia de San Salvador
- Casona El Palenque (renacentista, del siglo XVIII)
- Palacio de La Cajiga o de los Mier (del siglo XVII)
- Casona del Socueto

### en Cerébanes
- Capilla de Nuestra Señora de Guadalupe
- Palacio de Don Francisco Sánchez de Caso

En el pueblo se encuentran las ruinas de un recinto fortificado, el puente romano del Acebal y la fuente del Acebal también romana.
En zona denominada Peña de Panes existen dos cuevas que contienen gran cantidad de antiguos huesos humanos, que según la tradición popular pertenecen a los sarracenos que perdieron la vida en la batalla de Covadonga.
El pueblo posee varias casas señoriales como la casona del Palenque (siglo XVII), casa montañesa de los Cosío o el Palacio de la Cajiga (siglo XVII). También posee una famosa fuente, conocida como La Fuente del Torracu, de la que dice la leyenda que todo aquel que bebe agua de esa fuente se vuelve loco.